# Droga wojewódzka nr 842
Droga wojewódzka nr 842 (DW842; dawne oznaczenie: L-24) – droga wojewódzka klasy G o długości 67 km w województwie lubelskim. Łączy drogę krajową nr 19 w Rudniku Szlacheckim (6 km od Kraśnika) z drogą krajową nr 17 (E372) w Krasnymstawie. Przebiega z zachodu na wschód przez powiaty ziemskie kraśnicki, lubelski i krasnostawski. Właścicielem drogi jest Zarząd Dróg Wojewódzkich w Lublinie – Rejon DW Lublin z/s w Bychawie oraz Rejon DW Chełm. Na odcinku trasy Wysokie – Krasnystaw obowiązuje ograniczenie do 12 t. W ostatnich latach kilka odcinków drogi zostało wyremontowanych, a w 2013 roku planowany jest remont na odcinku 3 km Borówek – Chorupnik.

## Miejscowości leżące przy drodze wojewódzkiej nr 842
- Rudnik Szlachecki
- Rudnik-Kolonia
- Zakrzówek
- Rudnik Drugi
- Majdan Starowiejski
- Stara Wieś Trzecia
- Stara Wieś Druga
- Stara Wieś Pierwsza
- Tarnawka Druga
- Wysokie
- Maciejów Stary
- Huta
- Rożki
- Żółkiewka
- Średnia Wieś
- Wola Żółkiewska
- Olchowiec
- Borówek
- Borów
- Chorupnik
- Góry
- Gorzków
- Zamostek
- Wielkopole
- Wielobycz
- Białka
- Zażółkiew
- Rońsko
- Krasnystaw